# Сивков переулок

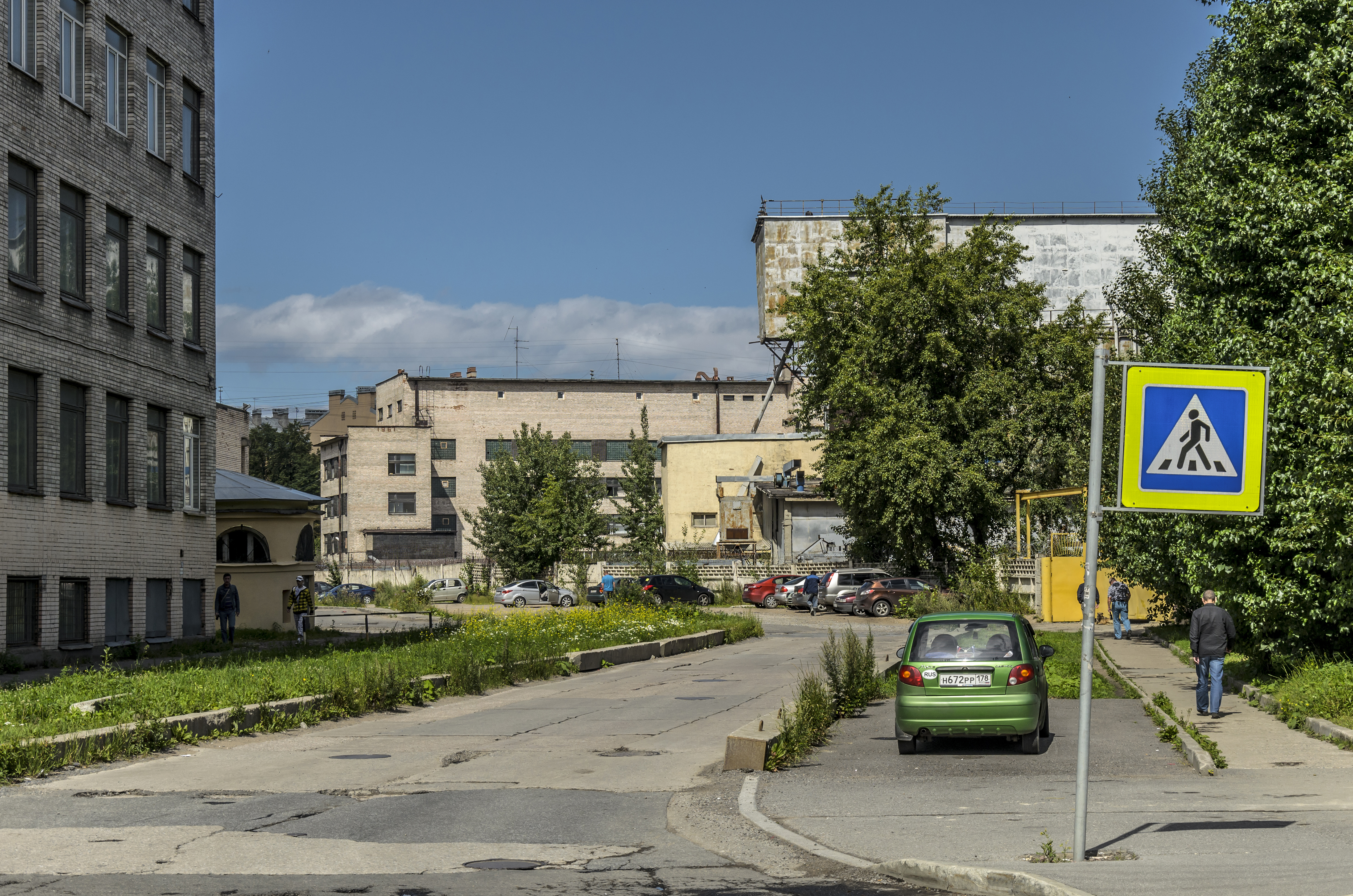
Безымянный проезд, соединяющий Сивков переулок и Бумажную улицу

Сивков переулок — переулок в Кировском районе Санкт-Петербурга. Проходит от улицы Ивана Черных до Балтийской улицы[уточнить].

## История
Долгое время это был маленький тупичок, отходивший от Новосивковской улицы (ныне улица Ивана Черных) на север западнее современного дома 10. Название известно с 1896 года и происходило от фамилии того же домовладельца Сивкова, что и имя улицы. Аналогично с улицей переулок часто называли Новосивковским.
28 мая 1979 года название переулка было упразднено, а 5 июня 2001 года восстановлено. При этом к переулку официально присоединили продолжавший его проезд на юг через стык Тракторной улицы и улицы Метростроевцев до Балтийской улицы, возникший в 1950-е годы и с этого времени периодически на картах включавшийся в состав переулка.